# 前頭骨

頭蓋骨をやや下方から眺めた動画。前頭骨は赤、それ以外の骨は透明にして示してある。眼窩の間にある前頭洞と呼ばれる隙間が見える（Anatomography）。

前頭骨（ぜんとうこつ、英: frontal bone）は、哺乳類において、脳頭蓋前部を形成する骨である。

## 概要
ヒトの前頭骨は、頭蓋の前下部に位置する骨で、台形で曲がっている。胎児期までは対性で、小児期以降左右が癒合する。
前頭鱗
前頭骨の大部分を占める貝殻のような部分。
鼻部
前頭骨の下部中央から下方に突出している部分。
眼窩部
鼻部の両側にあり、眼窩の上壁を作る。
前頭洞
鱗部の下部から眼窩部にかけて内部に一対の扁平な空洞がある。

## 部位

### 眉弓
眉弓（びきゅう、英: superciliary arch）は眼窩上縁の上方に左右分かれて存在する、前頭骨の隆起である。眉上弓（びじょうきゅう）とも。
ヒトの前頭骨では額と眼窩の間に弧を描く隆起が存在し、これが眉弓と呼ばれる。眉弓は左右の目の上にそれぞれ存在しており、言い換えれば左右に分かれている。左右の眉弓に挟まれたより弱い隆起が眉間である。進化的には眼窩上隆起の一部に由来する。眉弓に乗った皮膚領域には眉が存在する。
眉弓の隆起度合いには性差があり、女性より男性で隆起が強い傾向にある。発達のなかで隆起度合いは変化し、特に男性の思春期には大きく隆起する。進化的・人種的な差が非常に大きく、初期人類は現生人類よりかなり隆起度合いが大きい。また個人差も大きく、いわゆる顔の「彫りの深さ」とも関連している。
病理的には先端巨大症において眉弓の膨隆が認められる。
眉弓の役割はわかっていない。過去の仮説として咬合力の受け止めや眼窩-脳頭蓋の結合などが提唱されていたが、それを否定する検証結果があり現時点では明確な役割はわかっていない。